# Amylocorticiales
Amylocorticiaceae
Ordre
Famille
Les Amylocorticiales sont un ordre de champignons de la sous-classe des Agaricomycetidae. L'ordre a été circonscrit en 2010 pour contenir la plupart des champignons résupinés à morphologie en croûte.

## Taxinomie
L'ordre est l'un des trois assemblages de base des lignées de Agaricomycetidae qui contiennent les champignons corticioïdes, les autres étant les Jaapiales et les Atheliales. Bien que plusieurs études moléculaires ont confirmé le placement des Amylocorticiales dans les Agaricomycetidae, ses relations avec d'autres taxons de niveau supérieur ne sont pas connues avec précision. Selon le locus utilisé pour l'analyse, l'ordre est situé en tant que groupe jumeau des Agaricales, ou en tant que lignée sœur à un clade qui contient le Agaricales, les Boletales et les Atheliales.

## Caractéristiques
Les espèces sont saprophytes du bois en décomposition ou parasitent les plantes. Les Amylocorticiales provoquent généralement la pourriture brune et la pourriture blanche.

## Classification phylogénique des Amylocorticiales

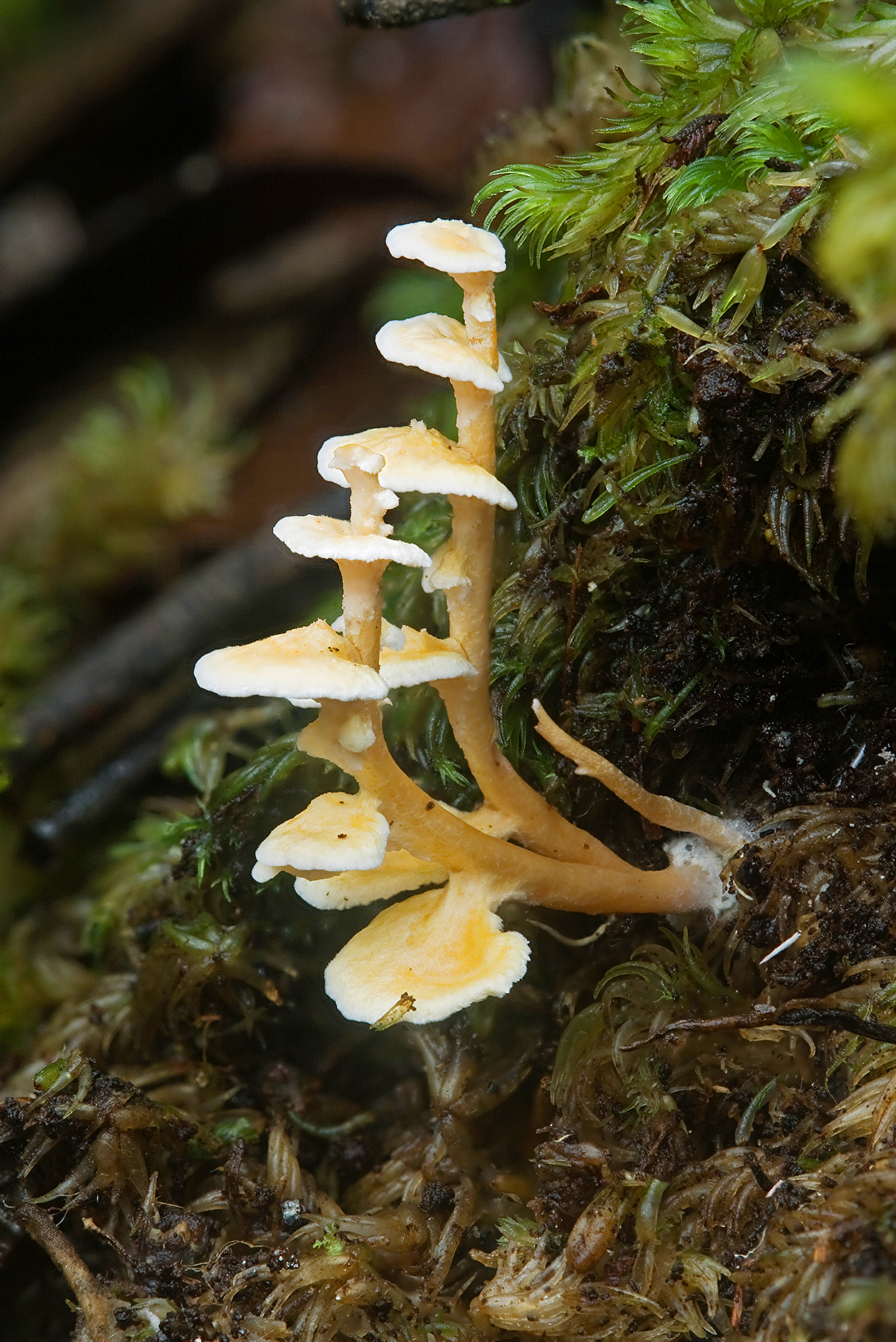
Le genre "Podoserpula"

- Agaricomycètes
  - Russulales
    - Agaricomycetidae
      - Clade des Jaapiales
      - Clade des Atheliales
        - Clade Athéloïde
        - Clade des Boletales

      - Clade des Amylocorticiales
        - Athelia
          - Plicaturopsis
            - Irpicodon
            - Amyloxenasma
              - Leptosporomyces
              - Serpulomyces

            - Anomoloma
              - Ceraceomyces
                - Amylocorticium

              - Anomoporia
                - Amyloathelia
                  - Podoserpula
                    - Amylocorticiellum

      - Clade des Agaricales

## Galerie

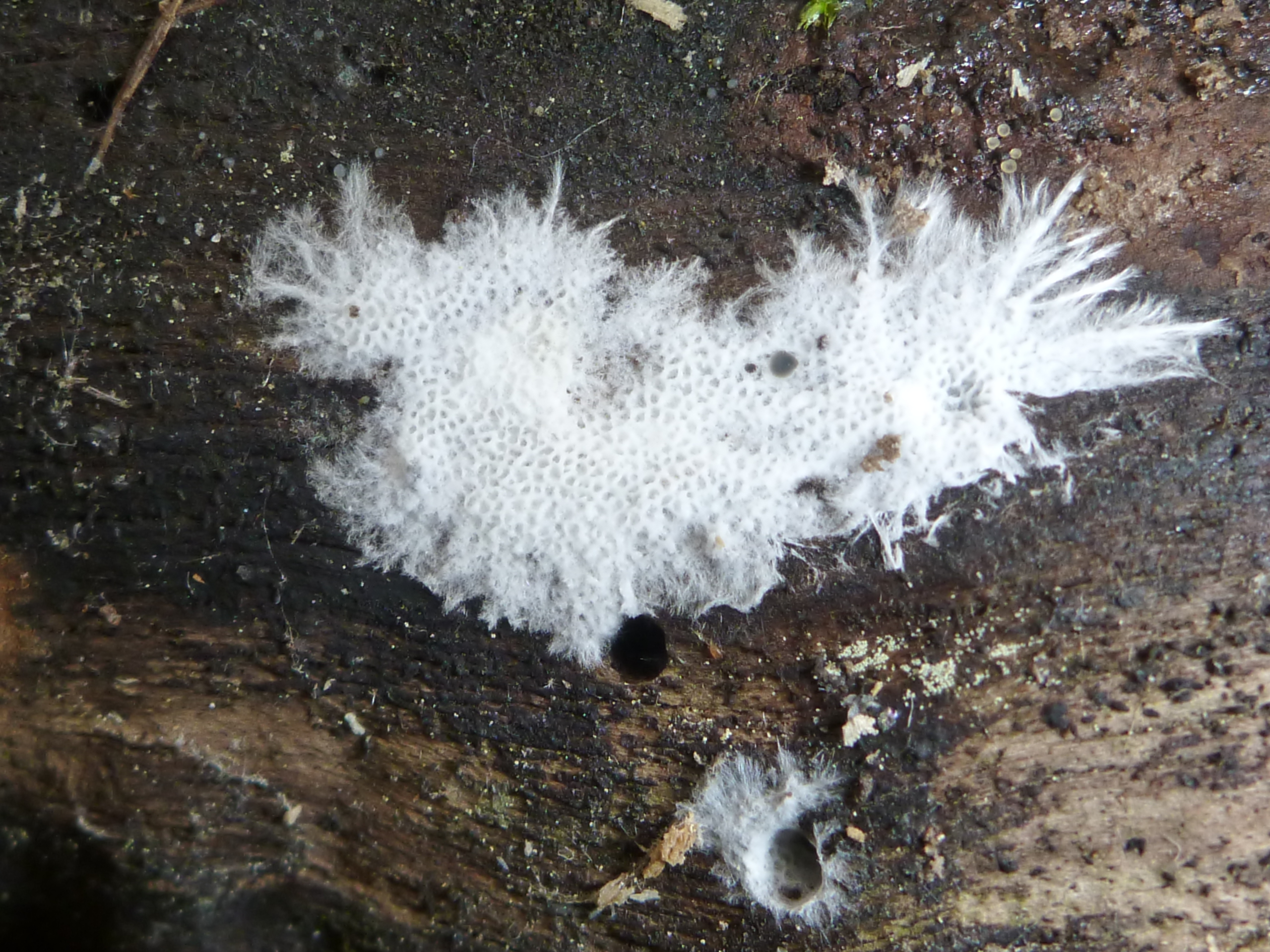
Anomoloma myceliosum
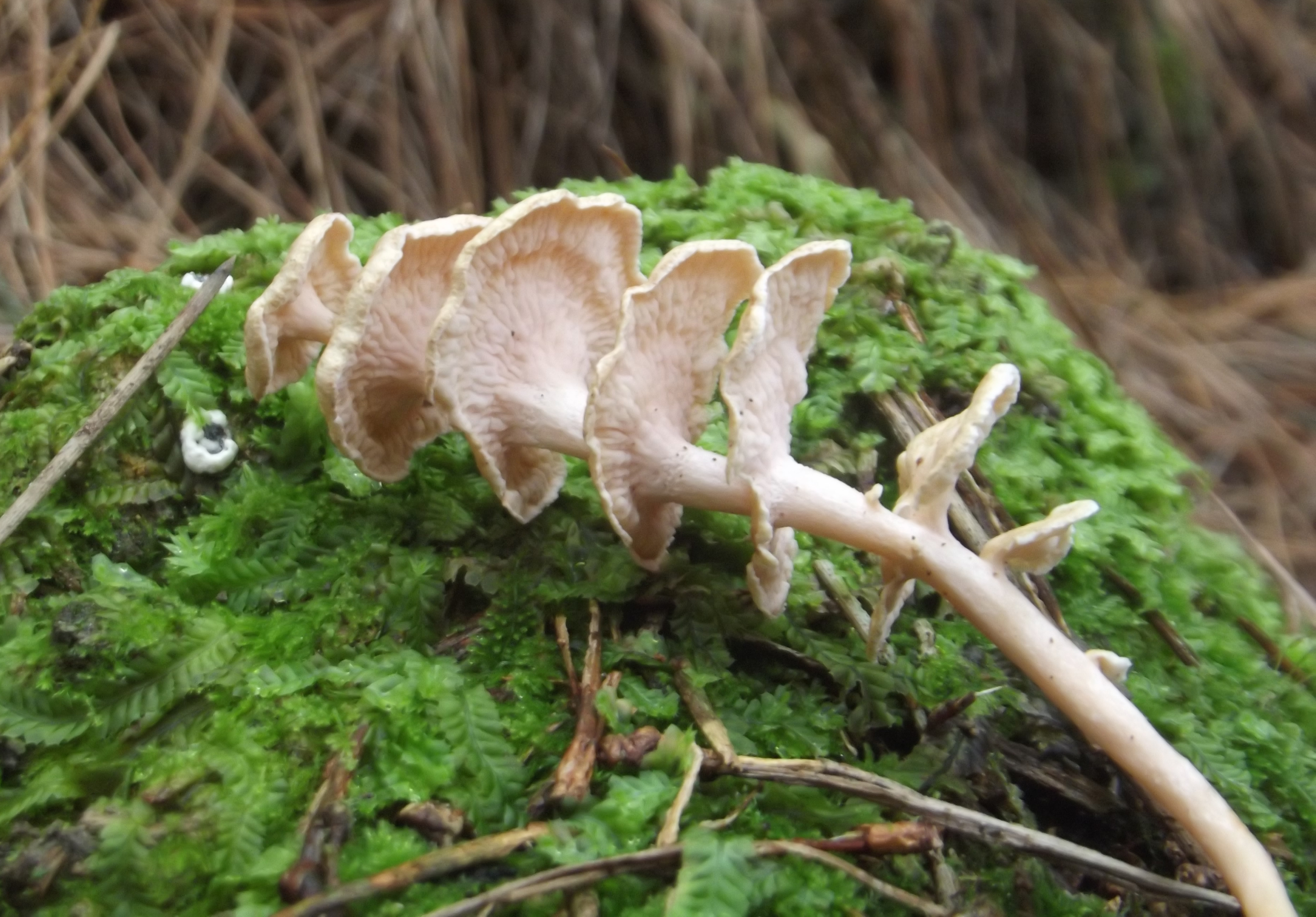
Podoserpula pusio var tristis

## Genres
- Anomoporia
- Amyloathelia
- Amylocorticiellum
- Amylocorticium
- Amyloxenasma
- Anomoloma
- Athelia
- Athelopsis
- Ceraceomyces
- Hypochniciellum
- Irpicodon
- Leptosporomyces
- Podoserpula
- Serpulomyces